# 大渕哲也
大渕 哲也（おおぶち てつや、1959年11月－）は、日本の法学者。専門は知的財産法。学位は、博士（法学）（東京大学・論文博士・2003年）、S.J.D.（法学博士）（ハーバード・ロー・スクール）。東京大学大学院法学政治学研究科教授。元裁判官。東京都生まれ。

## 経歴
- 1978年3月 - 栄光学園高等学校卒業
- 1980年10月 - 司法試験第二次試験合格合格
- 1982年3月 - 東京大学法学部卒業
- 1982年4月 - 司法修習生
- 1984年4月 - 東京地方裁判所判事補
- 1986年6月 - 人事院行政官長期在外研究員、アメリカに派遣。
- 1987年6月 - ハーバード大学 ハーバード・ロー・スクールより法学修士（LL.M）の学位を取得
- 1987年11月 - 米国（ニューヨーク州）司法試験合格
- 1988年6月 - ハーバード・ロー・スクールより法学博士（S.J.D.）の学位を取得
- 1988年7月 - 最高裁判所事務総局家庭局付判事補（少年法担当）
- 1989年4月 - 外務省国際連合局国連政策課検事兼外務事務官（国連PKO等担当）
- 1990年4月 - 在ジュネーブ国際機関日本国政府代表部二等（後に一等）書記官（GATT（現WTO）等担当））
- 1992年5月 - 名古屋地方裁判所判事補
- 1995年4月 - 最高裁判所事務総局行政局参事官（兼 司法試験考査委員）
- 1997年4月 - 最高裁判所事務総局行政局第二課課長
- 1998年9月 - 東京高等裁判所判事
- 1999年3月 - 裁判官退官
- 1999年4月 - 東京大学先端科学技術研究センター教授
- 2003年5月 - 東京大学大学院法学政治学研究科教授
- 2003年5月 - 博士（法学）（東京大学）（学位論文「特許審決取消訴訟基本構造論」）

## 著書

### 単著
- 『特許審決取消訴訟基本構造論』（有斐閣, 2003年）
- 『知的財産法判例六法』（有斐閣, 2013年）

### 共著
- （茶園成樹・平嶋竜太・蘆立順美・横山久芳）『知的財産法判例集［第2版］』（有斐閣, 2015年）

### 共編著
- （中山信弘・相澤英孝）『特許判例百選［第4版］』（有斐閣, 2015年）
- （田村善之・中山信弘・茶園成樹）『商標・意匠・不正競争判例百選』（有斐閣, 2007年）
- （中山信弘・小泉直樹・田村善之）『著作権判例百選 第4版』（有斐閣, 2009年）
- （相澤英孝・小泉直樹・田村善之）『知的財産法の理論と現代的課題――中山信弘先生還暦記念論文集』（弘文堂, 2005年）
- （熊倉禎男・三村 量一・塚原 朋一 ・富岡英次 ）『特許訴訟〈上下巻〉』（民事法研究会, 2012年）
- （中山信弘）『知的財産とソフトロー』（有斐閣, 2010年）